# Schachbund Rheinland-Pfalz
Der Schachbund Rheinland-Pfalz e.V. (SBRP) wurde 1973 in Mainz gegründet. Er hat ungefähr 4400 Mitglieder in 136 Vereinen. Der SBRP ist Mitglied im Deutschen Schachbund e.V. und im Landessportbund Rheinland-Pfalz. Präsident ist Achim Schmitt (Schweich). Eigenständige Jugendorganisation ist die Schachjugend Rheinland-Pfalz.
Der SBRP entstand durch Umbenennung des Pfälzischen Schachbundes in Schachbund Rheinland-Pfalz. Der Schachverband Rheinland, der vorher dem Schachverband Mittelrhein angeschlossen war, kam April 1978 hinzu. Oktober 1979 wurde der neu gegründete Schachbund Rheinhessen integriert. Seine endgültige Gestalt nahm der SBRP erst 1982 an, als 14 vorher dem Hessischen Schachverband zugehörige Vereine beitraten. Erster Präsident war von 1973 bis 1981 Rudolf Schwind (Rodalben), 1981 bis 2004 gefolgt von Günther Müller (Kettig).
Mannschaften des SBRP und des Saarländischen Schachverbandes spielen gemeinsam in der Oberliga Südwest. Oberste Spielklasse des SBRP ist die 1983 eingeführte 1. Rheinland-Pfalz-Liga. Darunter liegt die 1991 geschaffene 2. Rheinland-Pfalz-Liga, unterteilt in die Staffeln Nord (Rheinland) und Süd (Rheinhessen und Pfalz), gefolgt von den Ligen der Regionalverbände (Rheinland, Rheinhessen und Pfalz). Mitgliederstärkster Verein im Schachbund Rheinland-Pfalz ist die SG Trier mit 152 Spielern (Stand: Juli 2009).
Einzelmeisterschaften werden ab 1979 ausgetragen, zunächst alle 2 Jahre, ab 1986 jährlich.
Bis 2008 wurden die Einzelmeisterschaften in verschiedenen Gruppen (MTA, MTB, Hauptturnier) als Rundenturnier ausgetragen. Im Juli 2009 wurde die Einzelmeisterschaft erstmals als Offenes Turnier nach Schweizer System ausgetragen. Es nahmen 147 Spieler teil, Sieger wurde der für den TSV Schott Mainz spielende lettische Großmeister Zigurds Lanka mit 6,5 Punkten aus 7 Runden. Da Lanka auf DSB-Ebene nicht spielberechtigt ist, qualifizierte sich der Zweitplatzierte Torsten Dauenheimer (SV Worms) für die Deutsche Einzelmeisterschaft 2010.  

## Regionalverbände
- Schachverband Rheinland e.V. (SVR)
- Schachbund Rheinhessen e.V. (SBRhh)
- Pfälzischer Schachbund e.V. (PSB)
Dieser wurde am 20. November 1921 gegründet und war bis zum Zweiten Weltkrieg ein Unterverband des Bayerischen Schachbundes. Als erster hatte Roman Reise (Neustadt an der Haardt) den Vorsitz.

## Jugendverbände
- Schachjugend Rheinland-Pfalz (SJRP)
- Schachjugend Rheinland (SJR)
- Schachjugend Rheinhessen (SJRH)
- Schachjugend Pfalz (SJP)

## Meister des Schachbundes Rheinland-Pfalz
| Jahr | Austragungsort | Sieger                  | Verein             |
| ---- | -------------- | ----------------------- | ------------------ |
| 1979 | Wittlich       | Hans-Peter Fecht        | PSV Neustadt       |
| 1981 | Kettig         | Jörg Weidemann          | SC Kettig          |
| 1983 | Landau         | Volker Schlick          | SV Koblenz         |
| 1985 | Wittlich       | Thomas Brückner         | SV Koblenz         |
| 1986 | Speyer         | Patrik Burkart          | SC Miesenbach      |
| 1987 | Heimbach-Weis  | Thomas Brückner         | SV Koblenz         |
| 1988 | Landau         | Ralf Appel              | SC Pirmasens       |
| 1989 | Manderscheid   | Ralf Appel              | SC Miesenbach      |
| 1990 | Schweich       | Peter Kargoll           | SK Frankenthal     |
| 1991 | Bingen         | Harald Kiesel           | SK Ludwigshafen    |
| 1992 | Pirmasens      | Ingo Meyer              | SV Siershahn       |
| 1993 | Herxheim       | Olaf Schumacher         | SC Neuwied         |
| 1994 | Hillscheid     | Ingo Meyer              | SC Thallichtenberg |
| 1995 | Saarburg       | Thomas Steinkohl        | SV Worms 1878      |
| 1996 | Ludwigshafen   | Dieter Puth             | SC Polch           |
| 1997 | Wittlich       | Olaf Schumacher         | SC Kettig          |
| 1998 | Eisenberg      | Jochen Bruch            | SK Ludwigshafen    |
| 1999 | Kettig         | Jochen Bruch            | SK Ludwigshafen    |
| 2000 | Saarburg       | Karl-Jasmin Muranyi     | TSG Mutterstadt    |
| 2001 | Frankenthal    | Neil Stewart            | SV Siershahn       |
| 2002 | Bad Bergzabern | Neil Stewart            | SV Siershahn       |
| 2003 | Worms          | Georg Meier             | SC Trier-Süd       |
| 2004 | Dittweiler     | Karl-Jasmin Muranyi     | SC Bann            |
| 2005 | Kaiserslautern | Karl-Jasmin Muranyi     | SC Bann            |
| 2006 | Kaiserslautern | Michael Schenderowitsch | TSV Schott Mainz   |
| 2007 | Ludwigshafen   | Patrick Sieber          | SC Landskrone      |
| 2008 | Höheinöd       | Dmitry Goriachnik       | SG Trier           |
| 2009 | Worms          | Zigurds Lanka           | TSV Schott Mainz   |
| 2010 | Schweich       | Zigurds Lanka           | TSV Schott Mainz   |
| 2011 | Gau-Algesheim  | Slavko Cicak            | TSV Schott Mainz   |
| 2012 | Altenkirchen   | Paweł Jaracz            | SG Trier           |
| 2013 | Worms          | Alexandre Dgebuadze     | SC Remagen         |
| 2014 | Gau-Algesheim  | Serhij Owsejewytsch     | SK Gau-Algesheim   |
| 2015 | Frankenthal    | Mikhail Kozakov         | SC Idar-Oberstein  |
| 2016 | Reil           | Alexandre Dgebuadze     | SC Remagen         |